# 集合天才
集合天才（しゅうごうてんさい）とは、ゼネラル・エレクトリックにおける組織運営の考え方の一つ、「collective genius」の訳。

## 概要
各々の専門分野において突出した才能を集めれば、一個の天才をも凌ぐ存在を作り出すことができる。一人ひとりは凡人であっても、互いに協力し、各々の能力を生かすことができればよいのだ。価値あるものを世に送り出すために、天才の出現を待つ必要はない…。ゼネラル・エレクトリックも、その母体であったトーマス・エジソン主宰の研究所も、このような考え方のもと、有用な発明を数多生み出してきた。
とはいえ、知識や才能をただ集めただけでは、単なる集団のままで終わる可能性がある。組織が集合天才として機能するためには、個々の才能や蓄積された情報が有機的に結びつくことが必要であり、そのための環境やプロセスの構築が必要とされている。
「集合知（wisdom of crowd）」がweb2.0時代のキーワードとして取り上げられるなかで、改めて注目を集めている言葉でもある。

## 由来
ゼネラル・エレクトリックの創始者、トーマス・エジソンは「発明王」として知られるが、しかしながら彼の偉大な業績のうち具体的にどれが彼自身の固有の発想に基づくものであるのか、またどの部分が他の研究者の協力によるものか、判然としない。
エジソンは29歳の時、「もっと研究に没頭したい。世の中の役に立つものをつくりたい」と、ニュージャージー州メンローパークに研究所を設立した。設備・システムを整え、各国から志ある技術者・研究者を迎えた。研究に好きなだけ没頭できる環境はエジソン自身が求めていたものであった。
この地で、それぞれ専門領域の異なる技術者・研究者たちは各々の才能を生かし、また互いの存在に刺激を受け、共に力を合わせて様々な発明群を世に送り出してきたのである。後にこの研究所からは一流の才能が育ち、巣立っていった。エジソン自身がディレクションした、この「研究所」というシステムこそ、エジソン最大の発明とする見方もある。
エジソンは一人の科学者としての名声でなく(彼はとうとうノーベル賞を受賞しなかった）、より人々の役に立つ、実利性・実用性に富んだ発明を追い求めた。例えば、1876年、電話の発明者としてグラハム・ベル、イライシャ・グレイ、そしてエジソンの三者が、ほぼ同時に名乗りをあげた。裁判の結果、軍配はベルにあがったが、通話のしやすさ、聞き取りやすさなどの面ではエジソンが1878年に実用化した炭素式送話機が最も優れていた。このように、エジソンの研究所は基礎研究の成果を応用し、実用化することにかけて他の追随を許さず、結果として生み出された製品群は、工業的にきわめて品質の高いものだったといわれている。